# 1994 FNS歌謡祭
『1994 FNS歌謡祭』（1994 エフエヌエスかようさい）は、フジテレビ系列で1994年12月6日 19:00 - 21:54（JST）に生放送された通算23回目の『FNS歌謡祭』。

## 概要
- 引き続き、会場がグランドプリンスホテル新高輪「飛天」にて生放送。
- 中継
- この年の初登場は内田有紀、SMAP、福山雅治、Mr.Childrenである。
- 大トリでは、とんねるず「ガニ」を披露した。
- 演歌・歌謡曲勢は石川さゆりと藤あや子の2組のみの出演となった。

## 出演者

### 司会
- 露木茂（当時：フジテレビアナウンサー）
- 楠田枝里子

### 出演アーティスト
- 石川さゆり
- 内田有紀
- 荻野目洋子
- 工藤静香
- 小泉今日子
- 郷ひろみ
- 米米CLUB
- 篠原涼子 with t.komuro
- SMAP
- CHAGE and ASKA
- trf
- とんねるず
- 中山美穂
- NOKKO
- 平松愛理
- 福山雅治
- 藤あや子
- Mr.Children
- 観月ありさ

太字は当年のNHK『第45回NHK紅白歌合戦』にも出場した歌手である。

## スタッフ
- 制作：石田弘
- 構成：玉井貴代志／高須晶子
- 音楽：広瀬健次郎
- 美術制作：石鍋伸一朗
- デザイン：越野幸栄
- 美術進行：太田浩
- 大道具：山本悌睦
- アートフレーム：佐藤信廣
- 電飾：渡辺信一
- 視覚効果：渡部宏一
- アクリル装飾：阿久津征浩
- フラワーアート：長崎由利子
- メイク：興山洋子
- 楽器：岩崎滋
- 技術：佐藤五十一
- カメラ：槇俊哉
- 音声：柴田賢司
- 映像：早川謙二
- 照明：谷川富也／三浦雅哉（FLT）
- PA：高橋栄一（共立）
- バリライト：笹谷敦（バリライトアジア）
- 16面マルチ：丸山明道（MCJ）
- カムリモート：ダブルビジョン
- クレーン：明光セレクト、ケーズシー
- 音響効果：川嶋明則（OCBプロ）
- VTR編集：大林敏明（IMAGICA）
- CGタイトル：平正昭（リンクス）
- 広報：中島良明
- TK：土田芳美、舟岡由紀
- 世田谷中継(1)
  - 技術協力：八峯テレビ
  - ディレクター：深瀬雄介
- 金沢中継(1)
  - 制作協力：石川テレビ放送
  - ディレクター：長部聡介
- 郡山中継
  - 制作協力：福島テレビ
  - ディレクター：鈴木正人
- ニューヨーク中継
  - エグゼクティブプロデューサー：JEB BRIEN
  - コーディネーター：U INTERNATIONAL
- 仙台中継
  - 制作協力：仙台放送
  - ディレクター：小林延行
- 世田谷中継(2)
  - 技術協力：八峯テレビ
  - ディレクター：小西康弘
- 札幌中継
  - 制作協力：北海道文化放送
  - ディレクター：菊地伸
- 金沢中継(2)
  - 技術：馬場直幸
  - ディレクター：石井正幸
  - プロデューサー：港浩一
- フジテレビ第10スタジオ
  - 技術：堀田満之
  - ディレクター：森正行
- ディレクター：川口哲生、中村雅一
- 演出：大前一彦
- 総合演出・プロデューサー：井上信悟
- 協力：グランドプリンスホテル新高輪
- 制作：フジテレビ第二制作部
- 制作著作：フジテレビ